# Priboj
Priboj (izvirno srbsko Прибој) je naselje v Srbiji, ob meji z Bosno in Hercegovino in središče istoimenske občine; slednja pa je del Zlatiborskega upravnega okraja. V mestu je znana tovarna tovornih vozil FAP (Fabrika automobila Priboj)

## Demografija
V naselju živi 15093 polnoletnih prebivalcev, pri čemer je njihova povprečna starost 36,4 let (36,0 pri moških in 36,7 pri ženskah). Naselje ima 6199 gospodinjstev, pri čemer je povprečno število članov na gospodinjstvo 3,16.
To naselje je, glede na rezultate popisa iz leta 2002, v glavnem srbsko.
|  |

| Demografija | Demografija     | Demografija     |
| Leto        | Št. prebivalcev | Št. prebivalcev |
| ----------- | --------------- | --------------- |
|             |                 |                 |
|             |                 |                 |
|             |                 |                 |
|             |                 |                 |
| 1948        | 1549            |                 |
| 1953        | 1902            |                 |
| 1961        | 5490            |                 |
| 1971        | 13034           |                 |
| 1981        | 18295           |                 |
| 1991        | 22137           | 21949           |
| 2002        | 21999           | 19564           |
|             |                 |                 |

| Etnična sestava po popisu iz leta 2002 | Etnična sestava po popisu iz leta 2002 | Etnična sestava po popisu iz leta 2002 | Etnična sestava po popisu iz leta 2002 | Etnična sestava po popisu iz leta 2002 |
| -------------------------------------- | -------------------------------------- | -------------------------------------- | -------------------------------------- | -------------------------------------- |
| Srbi                                   | Srbi                                   |                                        | 13.386                                 | 68,42%                                 |
| Bošnjaki                               | Bošnjaki                               |                                        | 4.396                                  | 22,46%                                 |
| Muslimani                              | Muslimani                              |                                        | 1.042                                  | 5,32%                                  |
| Črnogorci                              | Črnogorci                              |                                        | 372                                    | 1,90%                                  |
| Jugoslovani                            | Jugoslovani                            |                                        | 90                                     | 0,46%                                  |
| Hrvati                                 | Hrvati                                 |                                        | 30                                     | 0,15%                                  |
| Madžari                                | Madžari                                |                                        | 15                                     | 0,07%                                  |
| Makedonci                              | Makedonci                              |                                        | 12                                     | 0,06%                                  |
| Albanci                                | Albanci                                |                                        | 11                                     | 0,05%                                  |
| Slovenci                               | Slovenci                               |                                        | 7                                      | 0,03%                                  |
| Bunjevci                               | Bunjevci                               |                                        | 4                                      | 0,02%                                  |
| Rusi                                   | Rusi                                   |                                        | 3                                      | 0,01%                                  |
| Ukrajinci                              | Ukrajinci                              |                                        | 2                                      | 0,01%                                  |
| Neznano                                | Neznano                                |                                        | 38                                     | 0,19%                                  |